# Wahlkreis Zwickau 4
Der Wahlkreis Zwickau 4 (Wahlkreis 7) ist ein Landtagswahlkreis in Sachsen. Er umfasst die Städte Glauchau, Lichtenstein/Sa., Meerane und Waldenburg sowie die Gemeinden Bernsdorf, Oberwiera, Remse, Schönberg und St. Egidien und damit einen Teil des Landkreises Zwickau. Bei der letzten Landtagswahl (im Jahr 2024) waren 48.548 Einwohner wahlberechtigt.

## Wahl 2024
Die Landtagswahl 2024 führte zu folgendem Ergebnis:
| Direktkandidat  | Partei              | Erststimmen in % | Zweitstimmen in % |
| --------------- | ------------------- | ---------------- | ----------------- |
| Daniela Pfeifer | CDU                 | 36,0             | 36,2              |
| Andreas Gerold  | AfD                 | 35,1             | 32,0              |
| Michael Berger  | Die Linke           | 2,7              | 2,3               |
| Mandy Bauch     | GRÜNE               | 2,3              | 2,1               |
| Antje Junghans  | SPD                 | 6,6              | 6,5               |
| Björn Bunzel    | FDP                 | 1,2              | 0,8               |
| Daniel Sickert  | Freie Wähler        | 3,2              | 2,1               |
| –               | Die Partei          | –                | 0,7               |
| –               | Piraten             | –                | 0,1               |
| Jens Gagelmann  | ÖDP                 | 0,5              | 0,2               |
| –               | BüSo                | –                | 0,1               |
| –               | Tierschutz hier!    | –                | 1,1               |
| –               | dieBasis            | –                | 0,1               |
| –               | Bündnis C           | –                | 0,3               |
| –               | Bündnis Deutschland | –                | 0,3               |
| Thomas Koutzky  | BSW                 | 11,4             | 12,6              |
| André Krüger    | Freie Sachsen       | 1,0              | 2,3               |
| –               | V-Partei3           | –                | 0,1               |
| –               | WU                  | –                | 0,2               |

## Wahl 2019
Vorläufiges Ergebnis der Landtagswahl am 1. September 2019 im Wahlkreis 08 – Zwickau 4:
(Ergebnisse in Prozent)
| Direktkandidat    | Partei               | Direktstimmen | Listenstimmen |
| ----------------- | -------------------- | ------------- | ------------- |
| Ines Springer     | CDU                  | 36,7          | 36,3          |
| Marlies Schneider | Die Linke            | 10,7          | 9,9           |
| Felix Beyer       | SPD                  | 7,1           | 7,9           |
| Thomas Seifert    | AfD                  | 27,2          | 25,7          |
| Wolfgang Wetzel   | GRÜNE                | 5,3           | 5,2           |
| –                 | NPD                  | –             | 1,2           |
| Nico Tippelt      | FDP                  | 5,3           | 4,6           |
| Matthias Ulbricht | Freie Wähler         | 7,8           | 3,9           |
| –                 | Tierschutz           | –             | 1,9           |
| –                 | Piraten              | –             | 0,2           |
| –                 | Die PARTEI           | –             | 1,6           |
| –                 | BüSo                 | –             | 0,1           |
| –                 | ADPM                 | –             | 0,2           |
| –                 | Blaue Partei         | –             | 0,3           |
| –                 | KPD                  | –             | 0,1           |
| –                 | ÖDP                  | –             | 0,3           |
| –                 | Die Humanisten       | –             | 0,1           |
| –                 | PDV                  | –             | 0,1           |
| –                 | Gesundheitsforschung | –             | 0,5           |

| Wahlberechtigte | 51.308 |
| Wahlbeteiligung | 64,4 % |

## Wahl 2014
Amtliches Endergebnis der Landtagswahl am 31. August 2014 im Wahlkreis 8 – Zwickau 4:
(Ergebnisse in Prozent)
| Direktkandidat        | Partei          | Direktstimmen | Listenstimmen |
| --------------------- | --------------- | ------------- | ------------- |
| Ines Springer         | CDU             | 43,5          | 42,7          |
| Horst Wehner          | Die Linke       | 21,6          | 19,0          |
| Iris Raether-Lordieck | SPD             | 10,8          | 12,1          |
| Andreas Martens       | FDP             | 6,8           | 4,1           |
| Gerhard Sonntag       | GRÜNE           | 5,3           | 3,5           |
| Frank Geihe           | NPD             | 6,0           | 4,9           |
| –                     | Tierschutz      | –             | 1,0           |
| –                     | Piraten         | –             | 0,6           |
| –                     | BüSo            | –             | 0,1           |
| –                     | DSU             | –             | 0,1           |
| –                     | AfD             | –             | 8,3           |
| –                     | pro Deutschland | –             | 0,1           |
| Matthias Ulbricht     | Freie Wähler    | 6,0           | 3,1           |
| –                     | Die PARTEI      | –             | 0,5           |

| Wahlberechtigte | 54.420 |
| Wahlbeteiligung | 45,8 % |

## Wahl 2009
| Amtliches Endergebnis der Landtagswahl am 30. August 2009 in Sachsen im Wahlkreis 010 Chemnitzer Land 1 (Ergebnisse in Prozent) |

| Direktkandidat    | Partei          | Erststimmen in % | Zweitstimmen in % |
| ----------------- | --------------- | ---------------- | ----------------- |
| Ines Springer     | CDU             | 39,3             | 41,0              |
| Horst Wehner      | Die Linke       | 22,9             | 22,3              |
| Sabine Wittek     | SPD             | 9,6              | 10,1              |
| Andre Baumann     | NPD             | 5,5              | 5,2               |
| Jürgen Martens    | FDP             | 14,3             | 10,0              |
| Helmut Berner     | GRÜNE           | 5,5              | 4,4               |
| -                 | Tierschutz      | -                | 2,2               |
| -                 | PBC             | -                | 0,5               |
| -                 | BüSo            | -                | 0,1               |
| -                 | DSU             | -                | 0,1               |
| -                 | REP             | -                | 0,2               |
| Karl-Otto Stetter | Freie Sachsen   | 3,0              | 2,0               |
| -                 | FP Deutschlands | -                | 0,1               |
| -                 | Humanwirtschaft | -                | 0,1               |
| -                 | Piraten         | -                | 1,5               |
| -                 | SVP             | -                | 0,2               |

## Wahl 2004
Die Landtagswahl 2004 hatte folgendes Ergebnis:
| Direktkandidat   | Partei     | Erststimmen in % | Zweitstimmen in % |
| ---------------- | ---------- | ---------------- | ----------------- |
| Gunter Bolick    | CDU        | 40,1             | 41,5              |
| Marina Salzwedel | PDS        | 24,9             | 23,1              |
| Uwe Redlich      | SPD        | 11,5             | 10,3              |
| Stefan Boxler    | GRÜNE      | 3,6              | 3,3               |
| Thomas Schüßler  | NPD        | 10,1             | 9,9               |
| Jürgen Martens   | FDP        | 9,8              | 6,4               |
| -                | DSU        | -                | 0,3               |
| -                | PBC        | -                | 0,9               |
| -                | GRAUE      | -                | 1,2               |
| -                | BüSo       | -                | 0,3               |
| -                | AUFBRUCH   | -                | 0,5               |
| -                | DGG        | -                | 0,4               |
| -                | Tierschutz | -                | 2,1               |

## Wahl 1999
Die Landtagswahl 1999 hatte folgendes Ergebnis:
| Direktkandidat    | Partei          | Erststimmen in % | Zweitstimmen in % |
| ----------------- | --------------- | ---------------- | ----------------- |
| Gunter Bolick     | CDU             | 52,2             | 55,8              |
| Joachim Schindler | SPD             | 19,3             | 13,4              |
| Marina Hölzel     | PDS             | 22,2             | 20,8              |
| -                 | GRÜNE           | -                | 2,1               |
| Frank Roitzheim   | FDP             | 2,2              | 1,1               |
| -                 | BüSo            | -                | 0,1               |
| Rolf Müller       | DSU             | 1,2              | 0,5               |
| -                 | GRAUE           | -                | 0,4               |
| Günter Scholz     | REP             | 2,9              | 2,0               |
| -                 | FP Deutschlands | -                | 0,1               |
| -                 | Pro DM          | -                | 2,1               |
| -                 | KPD             | -                | 0,1               |
| -                 | NPD             | -                | 1,0               |
| -                 | FORUM           | -                | 0,2               |
| -                 | PBC             | -                | 0,5               |

## Wahl 1994
Die Landtagswahl 1994 hatte folgendes Ergebnis:
| Direktkandidat    | Partei | Erststimmen in % | Zweitstimmen in % |
| ----------------- | ------ | ---------------- | ----------------- |
| Gunter Bolick     | CDU    | 50,3             | 62,4              |
| Joachim Schindler | SPD    | 26,4             | 18,2              |
| -                 | FDP    | -                | 1,4               |
| Rolf Scheurer     | GRÜNE  | 8,8              | 3,6               |
| Werner Lindner    | DSU    | 1,8              | 0,5               |
| -                 | REP    | -                | 1,1               |
| -                 | FORUM  | -                | 0,4               |
| Uwe Adamczyk      | PDS    | 12,7             | 12,2              |
| -                 | SP     | -                | 0,2               |

## Bisherige Abgeordnete
Direkt gewählte Abgeordnete des Wahlkreises Chemnitzer Land 1 waren:
| Jahr | Name          | Partei | Anteil der Erststimmen |
| ---- | ------------- | ------ | ---------------------- |
| 2009 | Ines Springer | CDU    | 39,3 %                 |
| 2004 | Gunter Bolick | CDU    | 40,1 %                 |
| 1999 | Gunter Bolick | CDU    | 52,2 %                 |
| 1994 | Gunter Bolick | CDU    | 50,3 %                 |

## Landtagswahlen 1990–2009
Die Ergebnisse der Landtagswahlen seit 1990 im Gebiet des heutigen Wahlkreises Chemnitzer Land 1 waren (Zweit- bzw. Listenstimmen):
| Partei        | 1990 | 1994 | 1999 | 2004 | 2009 |
| ------------- | ---- | ---- | ---- | ---- | ---- |
| CDU           | 56,7 | 62,0 | 55,7 | 41,5 | 41,0 |
| PDS/Die Linke | 6,8  | 12,4 | 21,1 | 23,1 | 22,3 |
| SPD           | 20,2 | 18,3 | 13,3 | 10,3 | 10,1 |
| NPD           | 0,7  | -    | 1,0  | 9,9  | 5,2  |
| FDP           | 6,4  | 1,4  | 1,1  | 6,4  | 10,0 |
| GRÜNE         | 4,3  | 3,7  | 2,1  | 3,3  | 4,4  |
| Sonstige      | 5,0  | 2,2  | 5,7  | 5,6  | 7,0  |